# Cantone di Gennes
Il Cantone di Gennes è una divisione amministrativa soppressa dell'arrondissement di Saumur.
A seguito della riforma approvata con decreto del 24 febbraio 2014, che ha avuto attuazione dopo le elezioni dipartimentali del 2015, dall'aprile 2015 tutti i suoi 10 comuni sono stati accorpati al Cantone di Doué-la-Fontaine.
Comprendeva i comuni di:
- Ambillou-Château
- Chemellier
- Chênehutte-Trèves-Cunault
- Coutures
- Gennes
- Grézillé
- Louerre
- Noyant-la-Plaine
- Saint-Georges-des-Sept-Voies
- Le Thoureil